# کبک سینه‌بلوطی
کبک سینه‌بلوطی (نام علمی: Arborophila mandellii) نام یک گونه از سرده کبک‌های تپه است.